# Igreja de Icorta

Igreja Ikorta

A igreja de Icorta do Arcanjo (em georgiano:  იკორთის მთავარანგელოზის ტაძარი), comumente conhecida como Icorta (იკორთა), é uma igreja ortodoxa georgiana do século XII localizada nos arredores da vila de Icorta, na região da Ibéria Interior. 

## História
Encomendada pela família ducal de Ksani no reinado do rei Jorge III da Geórgia em 1172, Icorta é a mais antiga de uma série de igrejas georgianas dos séculos XII e XIII que estabeleceu o modelo canônico final da igreja em cúpula georgiana. [carece de fontes?]
A igreja tem um desenho abobadado retangular, com uma abside semicircular no leste. A cúpula, com 12 janelas perfuradas em torno de sua base alta, repousa sobre os cantos do altar e dois pilares hexagonais. As paredes e abóbadas eram rebocadas e pintadas com afrescos; mas apenas alguns fragmentos dos murais originais sobreviveram na abside, na parede norte e na base da cúpula. A igreja foi renovada no século XVII, mas o projeto original foi amplamente preservado. Existem dois portais de entrada, um para o sul e outro para o oeste. Há um relógio solar e uma antiga inscrição asomtavruli na parede ocidental.
Durante o terremoto de Racha em 1991, uma grande parte da cúpula desmoronou e causou danos significativos na igreja. Em 1999, o monumento foi incluído entre os "100 locais em maior perigo" (World Monuments Fund, 2000-2001).  Um projeto de reconstrução está atualmente em andamento.
A igreja serviu como um cemitério para os duques de Ksani, e abriga, entre outros, os túmulos dos irmãos Ksani, Elizbar e Shalva, e seu colega Bizina, príncipe Cholocasvili, nobres torturados até a morte por se rebelar contra o domínio persa em Caquécia em 1659, eles foram finalmente canonizados pela Igreja Ortodoxa da Geórgia.